# Arcièren-Leibgarde

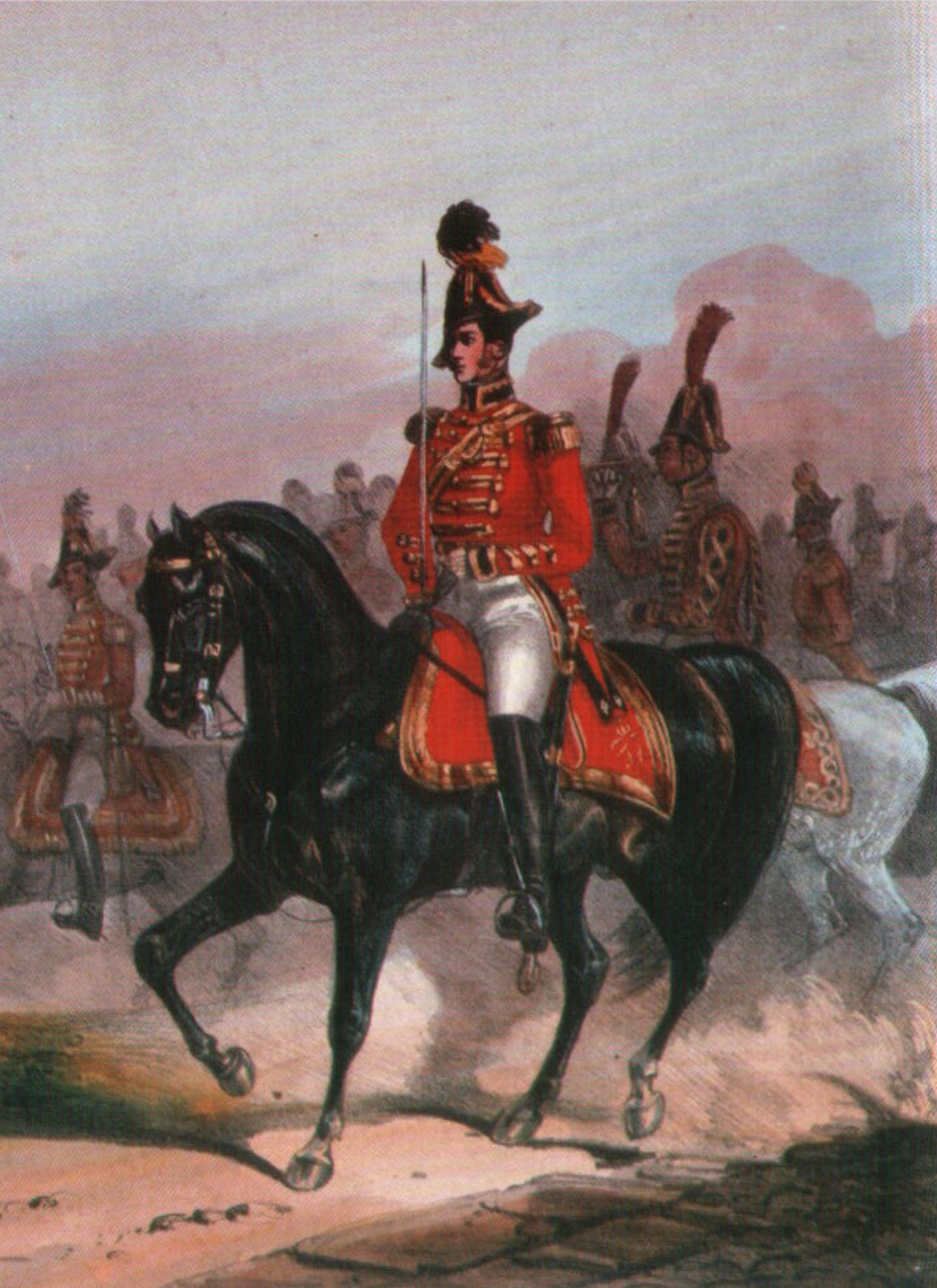
Heinrich Ambros Eckert, Gardist der Arcièrenleibgarde zu Pferd, um 1835, Kunstbibliothek – Staatliche Museen zu Berlin

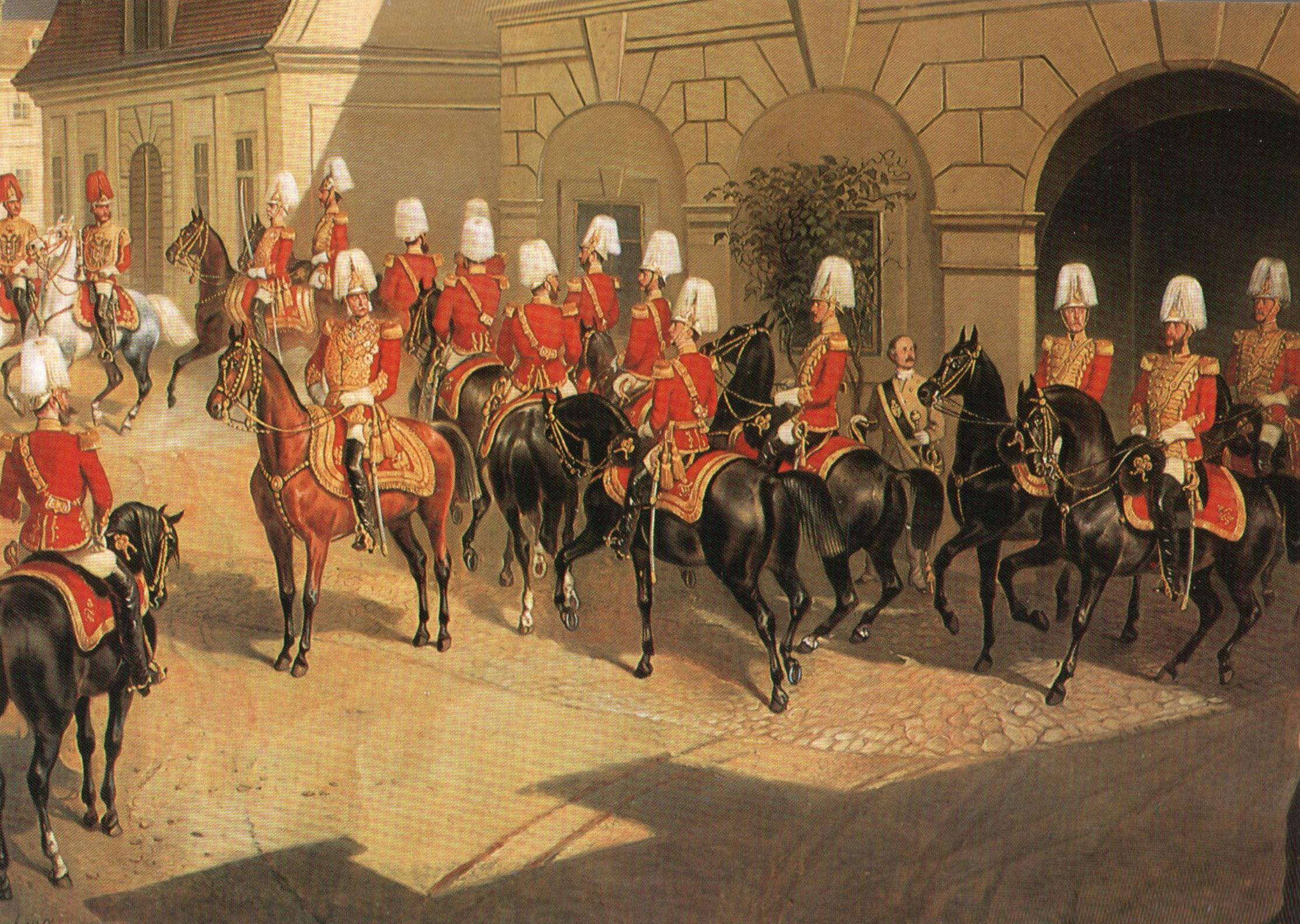
Einreiten der Arcièren-Leibgarde in deren Kaserne am Rennweg in Wien, Franz Zeller Edler von Zellenberg 1868

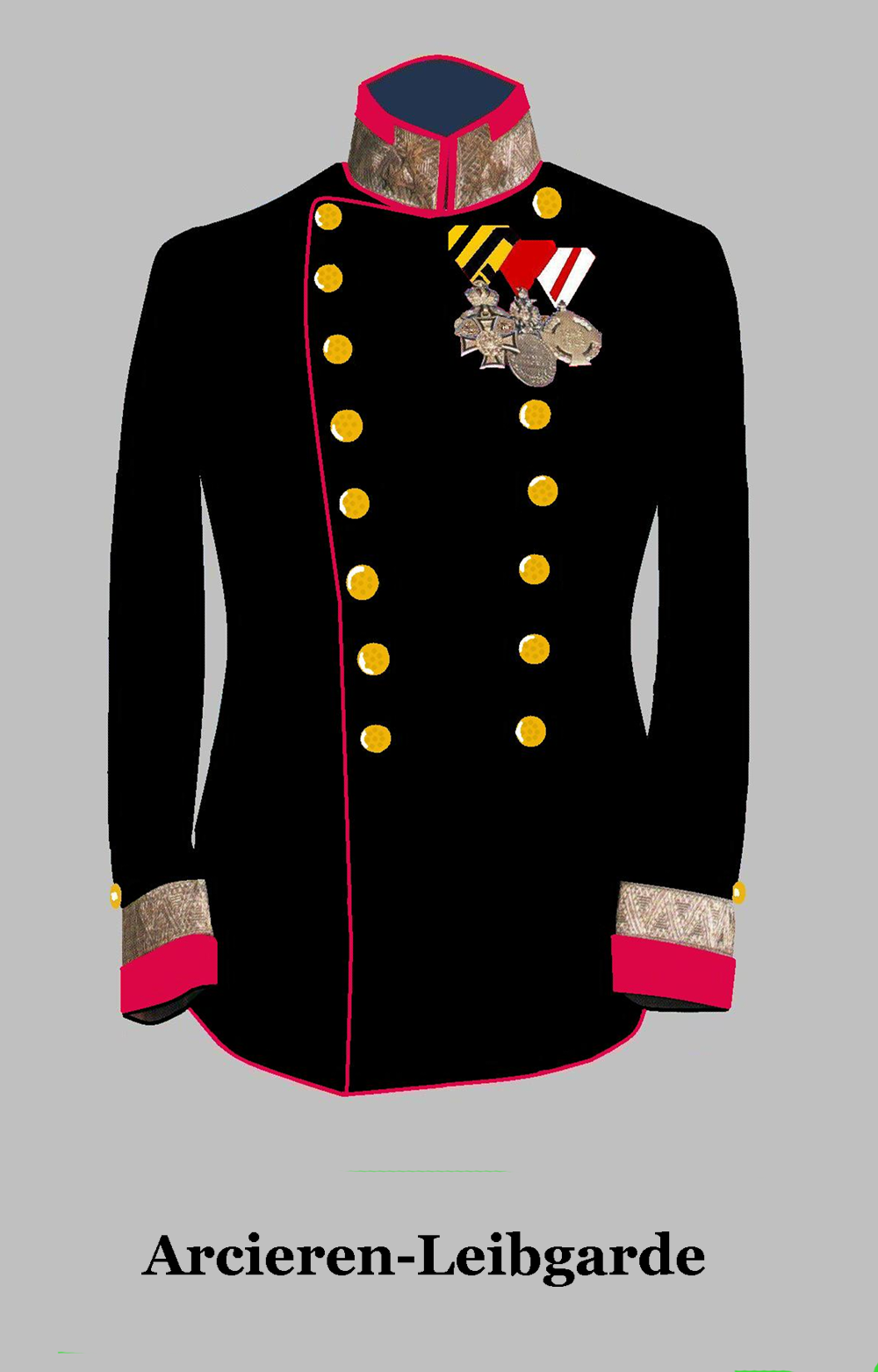
Gardeleutnant (Oberst)

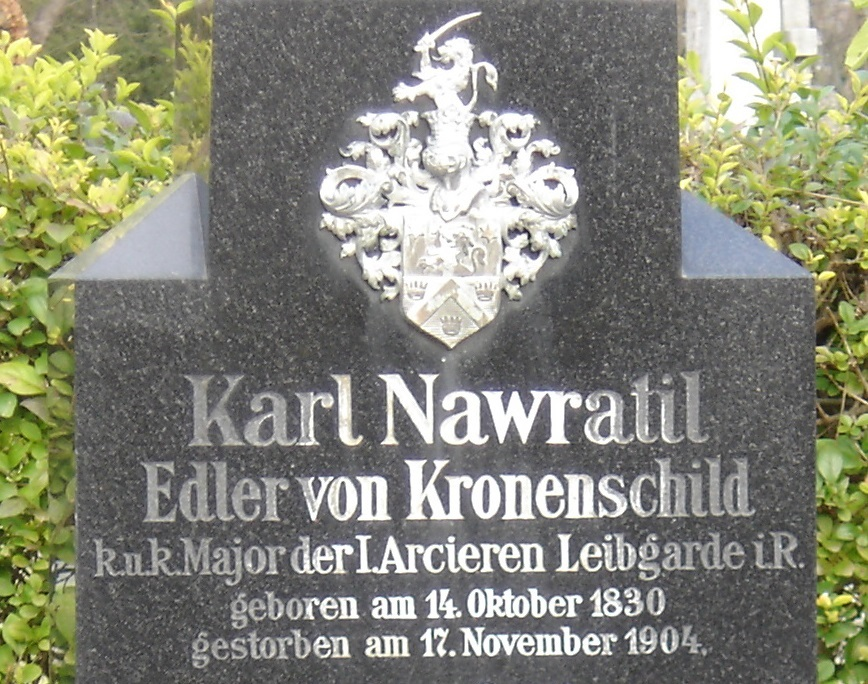
Zentralfriedhof Wien – Grab des Majors der Arcièren-Leibgarde Karl Nawratil von Kronenschild

Die Arcièren-Leibgarde (von italienisch Arciere, „Bogenschütze“, „Leibwächter“) war eine der fünf Gardeformationen des Kaisers von Österreich. Der vollständige Name lautete k.k. Erste Arcièren-Leibgarde. Sie bestand nur aus Generälen, Stabs- und Oberoffizieren und war neben der königlich-ungarischen Leibgarde die vornehmste der österreichisch-ungarischen Garden.

## Bedeutung und Stellung
Die Garde der Doppelmonarchie Österreich-Ungarn setzte sich zusammen aus:
- Arcièren-Leibgarde
- k.u. Leibgarde
- k.k. Trabantenleibgarde
- k.u.k. Leibgardereitereskadron
- k.u.k. Leibgardeinfanteriekompanie

Ursprünglich wurden nur halbinvalide Offiziere adliger Herkunft aufgenommen, erst seit 1807 stand die Garde auch nichtadligen offen. Die Aufnahmebedingungen waren sehr streng. Es wurde gutes Aussehen und eine Mindestgröße (174 cm) verlangt. Der Aspirant musste auf besondere Verdienste vor dem Feind hinweisen können, wenn möglich auch auf Verwundungen, die ihn jedoch nicht verunstalten durften. Er musste eine ausgezeichnete Dienstbeschreibung vorweisen und des Reitens kundig sein. Unverheiratete wurden bevorzugt. Bis 1780 wurde das katholische Glaubensbekenntnis verlangt.
Die Arcièren-Leibgarde war keine Garde im Sinne der Schweizergarde des Vatikans oder der Hundertschweizer (Cent Suisses) des französischen Königs Ludwig XVI., da die meisten ihre Mitglieder bereits das gesetztere Alter erreicht hatten. (Generaloberst Viktor Dankl von Krásnik war bereits 64 Jahre alt, als er zum Hauptmann der Arcièren-Leibgarde ernannt wurde; Feldmarschallleutnant Friedrich Karl von Fürstenwärther nahm man erst zu seinem 70. Geburtstag auf.)
Die Aufgaben der Einheit waren rein repräsentativer Art. Sie unterstand dem Ersten Obersthofmeister als Oberstem aller Garden. Die Aufgaben einer Garde im militärischen Sinne oblagen in Österreich-Ungarn der Leibgardereitereskadron und der Leibgardeinfanteriekompanie sowie eingeschränkt auch der Trabantenleibgarde.

### Chargen
Die Garde bestand nur aus Generälen, Stabs- und Oberoffizieren mit der folgenden Chargenbezeichnung:
- Gardekapitän = höherer General
- Gardekapitänleutnant = höherer General
- Gardeoberleutnant = Feldmarschallleutnant
- Gardeleutnant = Oberst
- Gardewachtmeister = Major
- Gardevizewachtmeister = Rittmeister 1.Kl.
- Garde = Rittmeister/Oberleutnant

## Geschichte
Nach dem Frieden von Hubertusburg wurde von Maria Theresia am 25. August 1763 die römisch-königliche Arcièrenleibgarde zu Pferde (30 Mann) und am 27. Dezember 1763 die k.k. adelige Arcièrenleibgarde zu Pferd (50 Mann) aufgestellt. Beide Gardeformationen legte man nach dem Tod Kaiser Franz Stephans zur königlich böhmischen und erzherzoglich österreichischen adeligen Arcièrenleibgarde zusammen, die zur damaligen Zeit im Unteren Belvedere untergebracht war.
Im Jahre 1806 wurde die Bezeichnung in k.k. Erste Arcièren-Leibgarde geändert.
Oberst sämtlicher Leibgarden „Sr. Maj. des Kaisers und Königs“ war zuletzt Alfred Fürst Montenuovo.
Das Stabsquartier der Arcièren-Leibgarde war in Wien im III. Bez., Rennweg 4/6 in der Leibgardekaserne.
Am 29. Dezember 1913 wies die Formation eine Stärke von 38 Mann auf.

### Kommandostruktur im Juli 1914
- Gardekapitän:

General der Infanterie Friedrich von Beck-Rzikowsky
- Gardekapitänleutnant:

Im August 1914 nicht besetzt
- Gardeoberleutnant und Gardehauskommandant:

Feldmarschallleutnant Friedrich Sachse von Rothenberg
- Gardeleutnant:

Feldmarschalleutnant Ferdinand Ritter von Dondorf
- Gardewachtmeister:

Oberstlt. Oliver Anelli-Monti Edler von Vallechiara
Major Adolf Freiherr von Schmysingk gen. Korff
Major Oskar Ritter d’Elvert
Major Emil Paskovits

## Uniform

### Adjustierungen

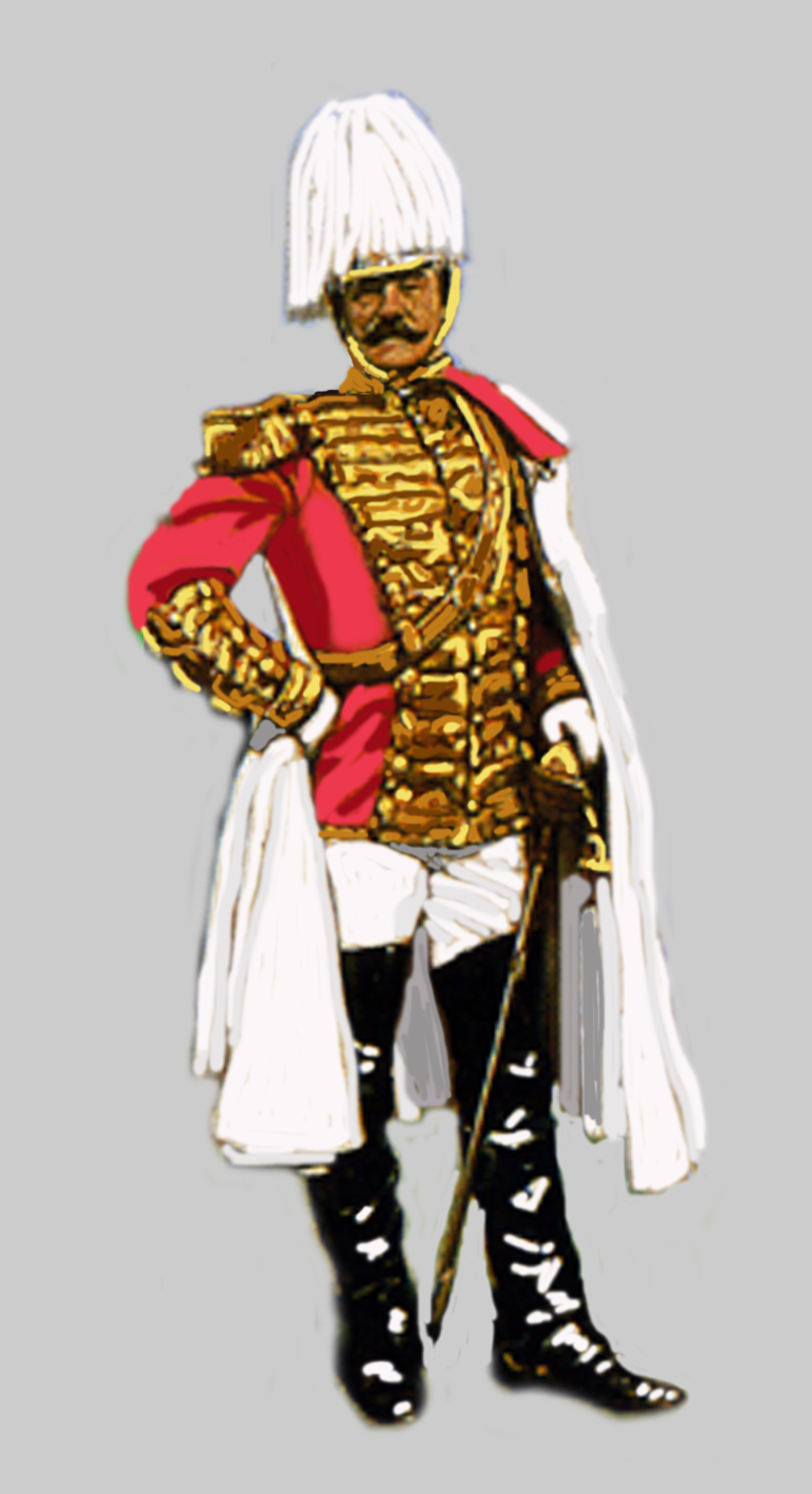
„Garde“ in Hofdienstadjustierung

Hofdienstadjustierung
- Sie umfasste für den Gardekapitän und die Gardeoberoffiziere die folgenden Montur:
Helm mit Büffelhaarbusch, Hofdienstwaffenrock, Epauletten, Hirschlederhose, hohe Reitstiefel, Anschnallsporen, Hofdienstsäbel, Hofdienstsäbelkuppel, Portepee, goldene Feldbinde, Handschuhe (zu Pferd mit hohen, steifen Stulpen), Radmantel, Kommandostock.
- Für Gardechargen und Garden:
Helm mit Büffelhaarbusch, Hofdienstwaffenrock, Epauletten, Hirschlederhose, hohe Reitstiefel, Anschnallsporen, Hofdienstsäbel, Hofdienstsäbelkuppel, Portepee, goldene Feldbinde (für Gardechargen), Kartusche samt Riemen, Handschuhe (zu Pferd mit hohen, steifen Stulpen), Radmantel, Kommandostock (für Gardechargen)

Paradeadjustierung
- Sie umfasste für den Gardekapitän und die Gardeoberoffiziere im Generalsrang die folgenden Montur:
Helm mit Büffelhaarbusch, Waffenrock, Pantalons, Stiefeletten, Mantel, Handschuhe, Säbel, Säbelkuppel, Portepee, Feldbinde.
- Für Gardeoberoffiziere ohne Generalsrang, Gardechargen und Garden:
Helm mit Büffelhaarbusch, Waffenrock, Kartusche samt Riemen, Salonhose, Stiefeletten, Mantel, Handschuhe, Säbel, Säbelkuppel, Portepee.

### Montur

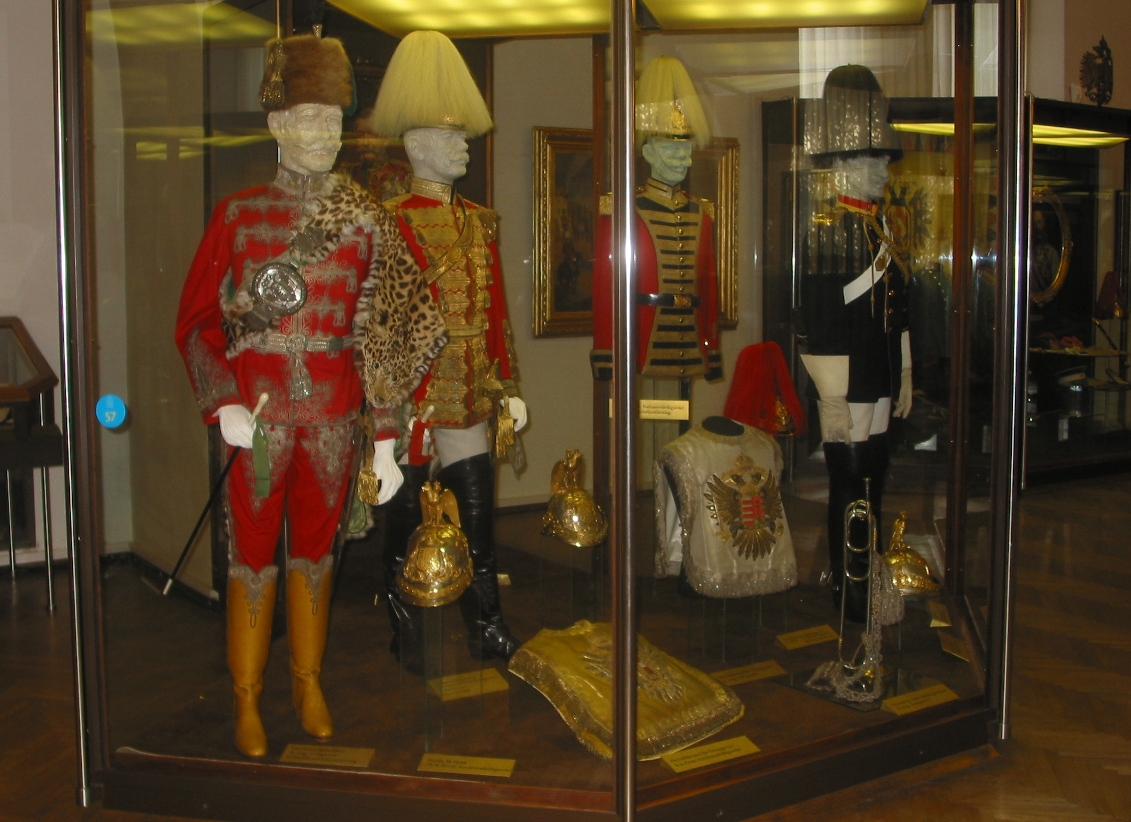
Uniformen der Leibgarden des Kaisers von Österreich im HGM (von l. n. r.: k.u. Leibgarde, Arcièren-Leibgarde, k.u.k. Trabantenleibgarde und k.u.k. Leibgardereitereskadron)

- Der Helm

Der Helm bestand aus der Glocke samt Sonnen- und Nackenschirm, dem doppelköpfigen gekrönten Adler mit halb geöffneten Flügeln und dem ornamentierten Wappenschild des Erzhauses. Als Material für den Helm diente Silber, der Wappenschild, das Helmkreuz, und der Adler waren aus Messing angefertigt. Der Helm wurde stets mit einem weißen Büffelhaarbusch getragen, sodass der Adler kaum sichtbar war.
Die Einführung des Helms anstelle des Hutes zur Hofdienst-Uniform war am 29. Juli 1850 genehmigt worden; er wurde ab dem Neujahrstag 1851 getragen, zunächst mit einem weißen Rosshaarbusch, der 1869 durch einen eleganteren, leichteren und langlebigeren Büffelhaarbusch ersetzt wurde. Trompeter trugen Packfong-Helme mit rotem Rosshaarbusch.
- Der Hut

Bis zur Einführung des Silberhelms 1850 wurde ein bordierter Hut getragen.
Bei besonderen Anlässen trug der Gardekapitän anstatt des Helms eine schwarze Feldkappe wie Generäle der k.u.k. Armee. Die übrigen Gardeoberoffiziere hatten eine solche wie die Offiziere der Infanterie mit goldenen Knöpfen samt Doppeladleremblem.
Der Hut gehörte zur Haus-Uniform. Stabsoffiziere und Generäle trugen ihn mit einem grünen Strauß-, die übrigen mit einem schwarzen Hahnen-Federbusch.
- Der Hofdienstwaffenrock

Laut Vorschrift aus ponceaurotem Tuch mit Kragen und Aufschlägen aus schwarzem Samt. Schnitt und Form wie bei der Infanterie, jedoch vorn mit zulaufenden Schößen. eine Reihe von zwischen neun und zwölf vergoldete Knöpfe mit dem Doppeladler als Emblem.
Der Kragen, die Ärmel und die Vorderteile, sowie die Ränder und Schöße der Patten waren beim Gardekapitän und bei den Oberoffizieren mit reicher Goldstickerei verziert.
Bei den Gardechargen und Garden hatten Kragen und Ärmelaufschläge des Hofdienstwaffenrocks einen doppelten Goldbortenbesatz. Die beiden Vorderteile sowie die unteren beiden Ärmelhälften wiesen einen breiten Besatz von Goldborten und Troddeln auf.
Die zum Rock gehörenden Epauletten bestanden aus Teller und Achselplatte. Der Teller hatte elliptische Form und war mit drei Reihen dicker Goldbouillons besetzt.
Angehörige der Arcièren-Leibgarde im Generalsrang trugen auf den schwarzen Waffenröcken mit ponceauroter Egalisierung, den Kragen und die Ärmelborten wie Generäle in deutscher Uniform. Die Rangsterne waren ihrem Rang entsprechend. Der Gardewaffenrock der übrigen Angehörigen wies eine Achselschlinge wie bei den Dragoneroffizieren auf. Sie trugen die ihrer Armeecharge entsprechenden Dienstgradabzeichen am Kragen gemäß der Adjustierungsvorschriften des Heeres.
- Die Beinkleider

Zur Hofdienstadjustierung gehörten Hosen, die aus weißem amerikanischem Hirschleder gefertigt waren. Sie waren an den Schenkeln und im Gesäß eng geschnitten.
- Stiefel

Hohe Reitstiefel (Form der sog. Kürassierstiefel) aus feinem, schwarzem Lackleder mit weichen Röhren und Kappen, die 16 cm über das Knie zu reichen hatten.
- Säbel

Der Hofdienstsäbel mit mäßig gebogener Klinge aus Stahl ohne Hohlschliff, mit dem eingeätzten „Allerhöchstem Namenszug“ war 82 cm lang. Der Gefäßkorb aus gegossener Bronze war vielfach durchbrochen und zeigte zwei Greife, welche den mit der Kaiserkrone gezierten Doppeladler trugen. Der aus Buchenholz gefertigte Griff war mit Fischhaut überzogen. Zum Säbel gehörte eine Scheide aus poliertem Stahl mit vergoldeten, ornamentierten Beschlägen. Der Säbel wurde an einer Kuppel aus braunem Leder getragen. Sie hatte einen Besatz aus Goldborten und vergoldeten Schnallen. Das Portepee war wie bei den Infanterieoffizieren. Die Feldbinde mit Goldgespinst war ähnlich wie bei den Generalen in deutscher Uniform.
- Mantel

Zur Hofdienstuniform gehörte ein weißer Radmantel mit 10 cm breitem, rotem Umlegekragen
- Kommandostock

Ebenfalls zum Hofdienst (allerdings nur zu Fuß) gehörte ein 90 cm langer, schwarzer Ebenholzstock als Kommandostock.
- Kartusche

Gardechargen und Garden waren durch eine Kartusche gekennzeichnet. In Form und Größe glich sie der Patronentasche der Kavallerieoffiziere, hatte jedoch eine Fütterung aus schwarzem Samt. Die Seitenwände und der Boden waren aus Holz gefertigt, mit Silber überzogen und mit aufmontierten, vergoldeten Bügeln und Traghaken versehen. Auf dem Kartuschendeckel war das österreichische, von zwei Greifen gehaltene Hauswappen mit der Kaiserkrone aus vergoldeter Bronze angebracht. Die Kartusche wurde von einem Lederriemen getragen, der mit Goldborten besetzt war und der in der Mitte einen schwarzen Streifen hatte.

## Bekannte Angehörige der Arcièren-Leibgarde
- Friedrich Karl Freiherr von Fürstenwärther, 1841 Gardekapitän
- Friedrich Graf von Beck-Rzikowsky, 1906 Gardekapitän
- Hubert Freiherr von Czibulka, 1909 Gardekapitänleutnant
- Viktor Dankl, 1916 Gardekapitän ehrenhalber

## Museale Rezeption
Im Heeresgeschichtlichen Museum in Wien sind die sehr glanzvollen und dementsprechend aufwändigen Adjustierungen der Garden ausgestellt. Zu sehen sind Monturen der k.k. Ersten Arcièren-Leibgarde, k.u. Leibgarde, k.u.k. Leibgardereitereskadron und der k.u.k. Trabantenleibgarde. An der Rückseite der Vitrine befindet sich ein von Ludwig Koch geschaffenes Porträt des Generalobersten Friedrich Graf Beck-Rzikowsky in der Uniform eines Kapitäns der Arcièren-Leibgarde, eine Stellung, die Beck von 1906 bis 1917 innehatte. Neben der Vitrine befindet sich ein weiteres Gemälde von dem Maler Franz Zeller von Zellenberg, welches das Einreiten der Arcièren Leibgarde in deren Kaserne am Rennweg in Wien zeigt. (oben abgebildet)